# Exomalopsis testaceinervis
Exomalopsis testaceinervis är en biart som beskrevs av Juan Brèthes 1910. Exomalopsis testaceinervis ingår i släktet Exomalopsis och familjen långtungebin. Inga underarter finns listade i Catalogue of Life.